# IPhone 5c
iPhone 5c — сенсорный смартфон корпорации Apple, является преемником iPhone 5. Выполнен в пяти цветовых решениях. Работает на операционной системе iOS 7-iOS 10, содержит 32-битный процессор Apple A6, и в целом близок по аппаратным возможностям к iPhone 5, несмотря на то что выпущен он вместе с 5S. Корпус телефона сделан из поликарбоната, в отличие от более дорогого iPhone 5s (алюминий), представленного в тот же день, 10 сентября 2013 года. iPhone 5C получил смешанные отзывы, с похвалой за сам телефон, но критикой в адрес поликарбонатной оболочки за отсутствие премиального внешнего вида и ощущения по сравнению с алюминиевыми корпусами iPhone 5 и iPhone 5S. Но на момент выхода эта модель стала самой продаваемой.

## Продажи
Продажи в США и ещё восьми странах, включая Китай, стартовали 20 сентября 2013 года.
По сообщениям компании, с 20 по 22 сентября 2013 года было продано 9 млн устройств, что являлось на тот момент рекордом для Apple за всю историю продаж смартфонов. iPhone 6, выпущенный в сентябре 2014 года, побил данный рекорд.
Стоимость телефона без контракта в зависимости от объема флеш-памяти: в США — 549—649 долларов, в Европе — 599—699 евро.
По информации ретейлеров, цена телефона в России должна была составить от 24990 до 29900 рублей, в зависимости от объема памяти устройства (16 и 32 Гб). Позже, на 30 апреля 2014, цена, по данным Яндекс.Маркета, снизилась до 16 990 — 26 000 руб. за iPhone 5C 16Gb и до 18 762 — 29 990 руб. за iPhone 5C 32Gb. iPhone 5C 8Gb на данную дату в продаже отсутствовал, по тем же данным.

## Спецификации
Приводятся по данным Apple.

### Дизайн
Корпус iPhone 5c выполнен из поликарбоната и доступен в пяти цветах: белом, голубом, розовом, жёлтом и зелёном. Передняя панель изготовлена в чёрном цвете.

### Память
Изначально были доступны варианты 16, или 32 ГБ. С сентября 2014 единственным доступным в продаже вариантом стала 8 ГБ модель.

### Беспроводные сети
В зависимости от поддержки сотовых сетей, предлагается несколько моделей:
- Модель A1532: (GSM) : UMTS / HSPA + / DC-HSDPA (850, 900, 1700/2100, 1900, 2100 МГц); GSM / EDGE (850, 900, 1800, 1900 МГц); LTE (1 полос, 2, 3, 4, 5, 8, 13, 17, 19, 20, 25)
- Модель A1532: (CDMA) : CDMA EV-DO Rev B и Rev (800, 1700/2100, 1900, 2100 МГц); UMTS / HSPA + / DC-HSDPA (850, 900, 1700/2100, 1900, 2100 МГц), GSM / EDGE (850, 900, 1800, 1900 МГц), LTE (1 полос, 2, 3, 4, 5, 8, 13, 17, 19, 20, 25)
- Модель A1456: CDMA EV-DO Rev B. и Rev (800, 1700/2100, 1900, 2100 МГц); UMTS / HSPA + / DC-HSDPA (850, 900, 1700/2100, 1900, 2100 МГц); GSM / EDGE (850, 900, 1800, 1900 МГц), LTE (1 полос, 2, 3, 4, 5, 8, 13, 17, 18, 19, 20, 25, 26)
- Модель A1507: UMTS / HSPA + / DC-HSDPA (850, 900, 1900, 2100 МГц); GSM / EDGE (850, 900, 1800, 1900 МГц); LTE (1 полос, 2, 3, 5, 7, 8 , 20)
- Модель A1529: UMTS / HSPA + / DC-HSDPA (850, 900, 1900, 2100 МГц); GSM / EDGE (850, 900, 1800, 1900 МГц); FDD-LTE (1 полос, 2, 3, 5, 7 , 8, 20); TD-LTE (38 полос, 39, 40)

Все модели дополнительно поддерживают беспроводные сети:
- 802.11a/b/g/n Wi-Fi (802.11n 2,4 и 5 ГГц)
- Bluetooth 4.0

### Средства определения местонахождения
- GPS (с технологией Assisted GPS) и ГЛОНАСС[6]
- Цифровой компас
- По названиям Wi-Fi-сетей
- По идентификаторам сотовых вышек и мощности их сигналов

### Дисплей
- Дисплей Retina
- Широкоформатный сенсорный дисплей с диагональю 4 дюйма
- Поддержка Multi-Touch
- Разрешение 1136 x 640 пикселей, 326 пикселей/дюйм (727040 пикселей)
- Контрастность 800:1 (стандартная)
- Яркость до 500 кд/м2 (стандартная)
- Олеофобное покрытие, устойчивое к появлению отпечатков пальцев, на передней и задней панелях
- Поддержка одновременного отображения нескольких языков и наборов символов

### Камера, фото и видео
Основная камера:
- 8-мегапиксельная камера iSight
- Пятиэлементная линза
- Диафрагма ƒ/2.4
- Гибридный ИК-фильтр
- Автофокусировка
- Фокусировка касанием
- Backside illumination sensor
- Распознавание лиц на фотографиях
- Панорамная съёмка
- Светодиодная вспышка
- Привязка фотографий и видео к месту съёмки
- Запись видео, FullHD 1080p до 30 кадров/с
- Стабилизация видео
- Возможность фотографирования во время съёмки видео
- Трёхкратный видеозум

Фронтальная камера:
- 1,2-мегапиксельная фронтальная камера, доступная для съемки фото и видео, а также стриминга в реальном времени для видеосвязи в FaceTime.
- Запись видео с фронтальной камеры, HD 720p до 30 кадров/с с аудио

### Питание и аккумулятор
- Встроенный литий-ионный аккумулятор емкостью 1510 mAh. Напряжение — 3,8 вольт.
- Зарядка через кабель lighting-USB от компьютера или адаптера питания

По заявлению Apple, время работы от одной зарядки составляет при разных вариантах использования от 8 до 40 часов:
| Использование                | Время, ч |
| ---------------------------- | -------- |
| Видео                        | 10       |
| Музыка                       | 40       |
| Wi-Fi и просмотр веб-страниц | 10       |
| 3G и просмотр веб-страниц    | 8        |
| LTE и просмотр веб-страниц   | 10       |
| 2G и время разговоров        | 10       |
| В режиме ожидания            | 250      |

### Воспроизведение аудио
- Частотная характеристика: от 20 Гц до 20 кГц
- Поддерживаемые звуковые форматы: AAC (от 8 до 320 кбит/с), защищённый AAC (для файлов из iTunes Store), HE-AAC, MP3 (от 8 до 320 кбит/с), VBR, Audible (форматы 2, 3, 4, Audible Enhanced Audio, AAX и AAX+), Apple Lossless, AIFF и WAV
- Настраиваемая пользователем максимальная громкость

### ТВ и видео
- Поддержка вывода видео с разрешением до 1080p при помощи цифрового AV-адаптера Apple или VGA-адаптера Apple; с разрешением 576p и 480p через компонентный AV-кабель Apple; с разрешением 576i и 480i через комбинированный AV-кабель Apple (кабели продаются отдельно)
- Поддерживаемые видеоформаты: видео H.264 с частотой развёртки до 720p, 30 кадров/с, основной профиль уровня 3.1 со звуком AAC-LC до 160 кбит/с, 48 кГц, стереозвук в форматах .m4v, .mp4 и .mov; видео MPEG-4 до 2,5 Мбит/с, 640 х 480 пикселей, 30 кадров/с, простой профиль со звуком AAC-LC до 160 кбит/с на канал, 48 кГц, стереозвук в форматах .m4v, .mp4 и .mov; Motion JPEG (M-JPEG) до 35 Мбит/с, 1280 x 720 пикселей, 30 кадров/с, аудио в формате ulaw, стереозвук PCM в формате .avi.

#### Наушники

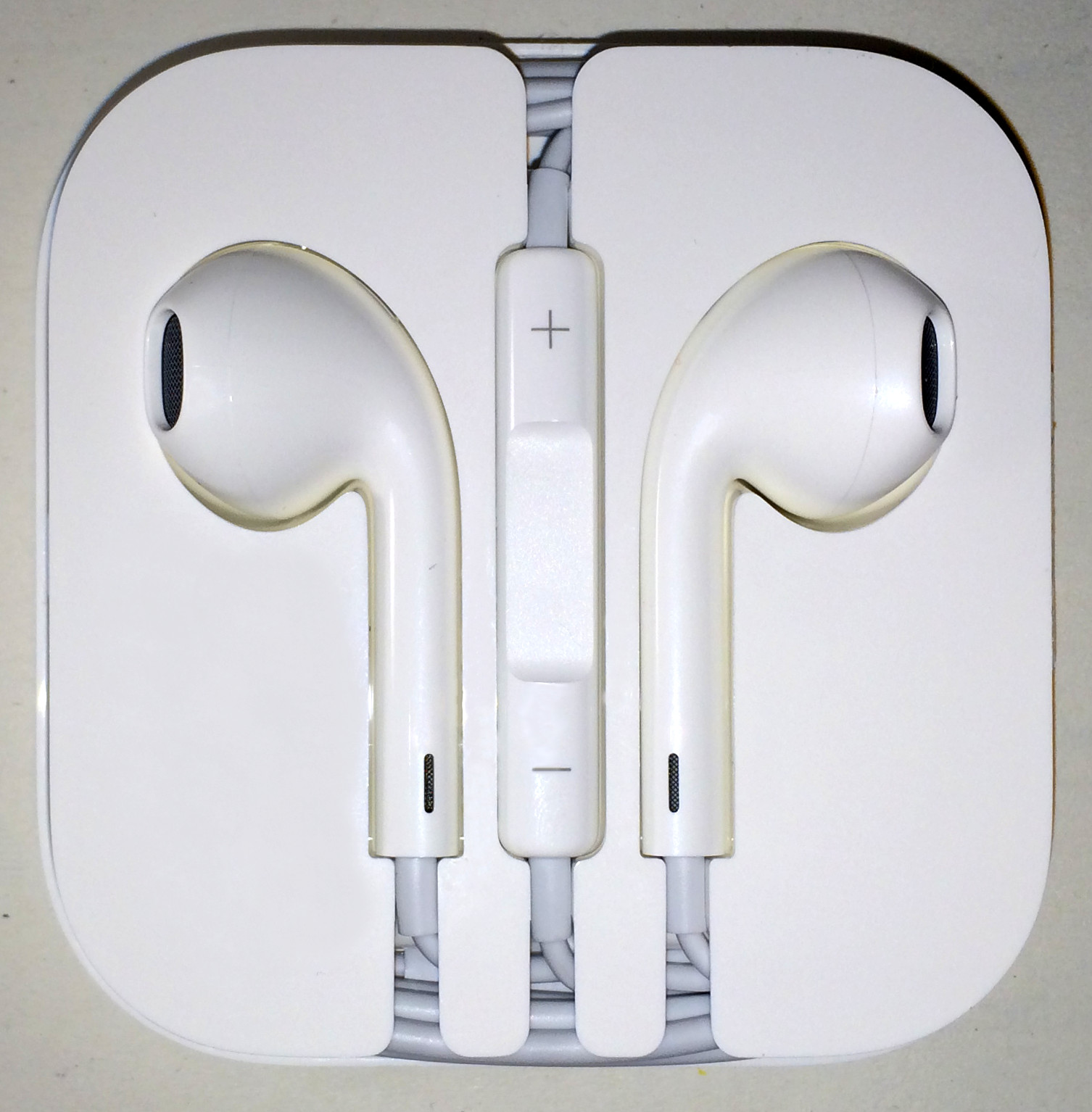
Наушники

Apple Earpods. iPhone-версия наушников имеет встроенные пульт и микрофон, а вместо дополнительного уплотнения, как у большинства наушников-вкладышей, новинка выполнена в необычном дизайне. Идея состоит в улучшении звучания: отверстие сзади каждой «капельки» помогает потоку воздуха повысить средние частоты, в то время как два других отверстия помогают улучшить бас. Гнездо в iPhone 5C для наушников находится на нижней грани телефона, оно совместимо со стандартом 3,5 мм TRS.

#### Apple Lightning коннектор

Apple Lightning-коннектор

iPhone 5C получил новый разъём для соединения с док-станцией, получивший название Lightning («Молния»).

### Датчики
- Трёхосевой гироскоп
- Акселерометр
- Датчик расстояния
- Датчик внешней освещённости

### Системные требования
- Apple ID (требуется для некоторых функций)
- Доступ к сети Интернет
- Для синхронизации с iTunes на Mac или PC требуется:
  - Mac: система Mac OS X 10.6.8 или более поздней версии
  - PC: Windows 10, Windows 8, Windows 7, Windows Vista или Windows XP (Service Pack 3)
  - iTunes 11.1 или более поздней версии

### Комплект поставки
- iPhone 5c
- Наушники Apple EarPods
- Адаптер питания
- Кабель Lightning Connector
- Документация
- Ключ для доступа к лотку nanosim

## Скорость беспроводной связи
| Тип сотовой сети/беспроводной технологии | Класс          | Частоты, на которых работает сеть | Максимальная скорость Downlink (Mbps) | Максимальная скорость Uplink (Mbps) | Современность        |
| ---------------------------------------- | -------------- | --------------------------------- | ------------------------------------- | ----------------------------------- | -------------------- |
| GPRS                                     | 2G (2.5G)      | 850, 900, 1800, 1900 МГц          | 0.04                                  | Неизвестно                          | Технология устарела  |
| EDGE                                     | 2G (2.75G)     | 850, 900, 1800, 1900 МГц          | 0.38                                  | Неизвестно                          | Технология устарела  |
| UMTS                                     | 3G             | 850, 900, 1900, 2100 МГц          | 3.6                                   | Неизвестно                          | Технология актуальна |
| HSDPA/HSUPA                              | 3G (3.5G)      | 850, 900, 1900, 2100 МГц          | 14.4                                  | 5.7                                 | Технология актуальна |
| HSPA+                                    | 3G (3.75G)     | 850, 900, 1900, 2100 МГц          | 21                                    | 5.7                                 | Технология актуальна |
| DC-HSDPA                                 | 3G (3.95G)     | 850, 900, 1900, 2100 МГц          | 42                                    | 5.7                                 | Технология актуальна |
| CDMA EV-DO Rev. A                        | 3G (3.5G)      | 800, 1900 МГц                     | 3.1                                   | 1.8                                 | Технология актуальна |
| CDMA EV-DO Rev. B                        | 3G (3.5G)      | 800, 1900 МГц                     | 4.9                                   | 2.4                                 | Технология актуальна |
| LTE                                      | 4G (4.0G)      | 800, 1900 МГц                     | 100                                   | 100                                 | Технология актуальна |
| Wi-Fi                                    | 802.11 a/b/g/n | 2,4 ГГц и 5 ГГц                   | 100                                   | 100                                 | Технология актуальна |
| Bluetooth 4.0                            | 802.15.4       | ?                                 | 1.0                                   | 1.0                                 | Технология актуальна |